# Brachyglene bracteola
Brachyglene bracteola är en fjärilsart som beskrevs av Jacob Hübner 1832. Brachyglene bracteola ingår i släktet Brachyglene och familjen tandspinnare. Inga underarter finns listade i Catalogue of Life.